# Ibdes
Ibdes – gmina w Hiszpanii, w prowincji Saragossa, w Aragonii, o powierzchni 56,31 km². W 2011 roku gmina liczyła 471 mieszkańców.